# Source port
Source port é a portabilização de um programa, que é geralmente apenas um arquivo executável que foi modificado a partir do código de fonte do programa original e substitui o executável original, para que possa ser rodado em uma outra plataforma para a qual não foi originalmente escrito.
Exemplo: Existe um programa que roda em DOS, porém nos dias de hoje onde a maioria das pessoas utiliza Windows 10, que é da família NT (tecnologia NT), muitos aplicativos de DOS não rodam com perfeição. Em casos como esse, se o software tiver código de fonte aberto, ele poderá ser modificado por qualquer um que entenda de programação, de forma a se transformar em um software compatível com Windows XP. Quando isso ocorre, dize-se que esse software foi "portabilizado" para a plataforma Windows.